# Weinberger Schloßkipfler

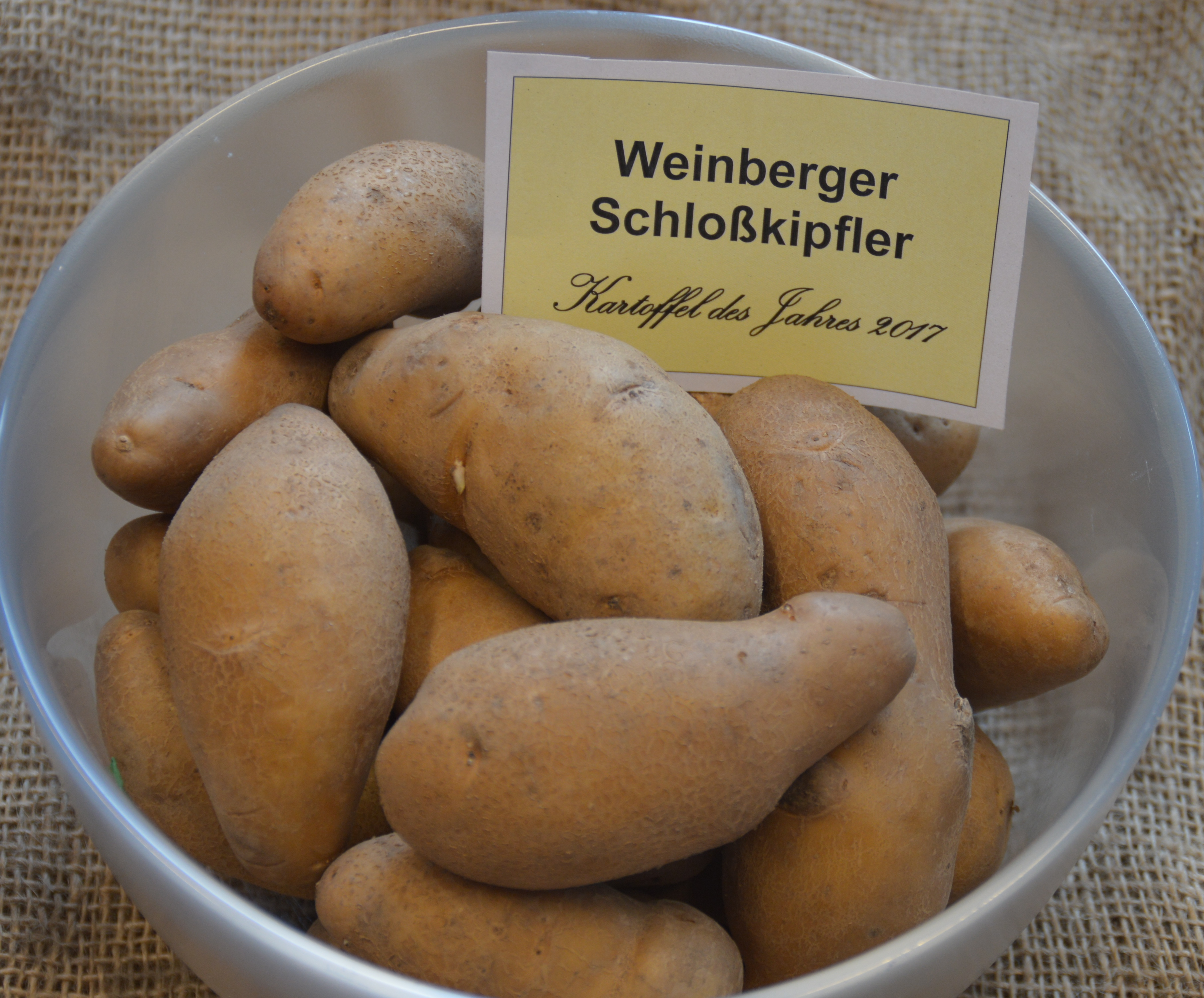

Der Weinberger Schloßkipfler ist eine Kartoffelsorte. Sie wurde Ende der 1950er-Jahre in Österreich gezüchtet und 1962 beim Sortenamt zugelassen. Bereits sieben Jahre später verschwand diese Kartoffel jedoch wieder aus der Sortenliste und daraufhin auch vom Markt.
Die Kartoffel hat ein hellgelbes Fleisch, ihre Schale ist gelb, fein und mit flachen Augen. Das Wort Kipfler deutet schon auf ihre außergewöhnliche hörnchenartige Form hin, die anderen Fingerkartoffeln gleicht. Die Knollen sind 40–100 mm lang. Hingewiesen sei hier auch auf ihre bemerkenswerte Bezeichnung.
Die Kartoffeln sind vom Kochtyp festkochend, eignen sich daher sehr für Pellkartoffeln, Bratkartoffeln, Kartoffelsalat, Salzkartoffeln. Sie bildet das passende Additiv für die ersten Spargelgerichte. Sie entspricht alles in allem auch heute noch dem Ideal einer guten, vielseitigen Speisekartoffel. Ein speckiges, mild-würziges Aroma ist der Kartoffel zu eigen, dabei ist die zubereitete Knolle sehr bissfest.
Ähnliche Sorten:
La Ratte, dänische Spargelkartoffeln, Bamberger Hörnchen
Die Reife- und Erntezeit der Kartoffel ist spät.